# Coffre du Puits des Quatre Points
Le coffre du Puits des Quatre Points est une tombe en coffre située à Bauduen, dans le département du Var en France.

## Description
Cet édifice a été découvert en 1985 lors de la construction d'une piste forestière destinée à lutter contre les incendies. La tombe en coffre est située au centre d'un tumulus de forme ronde (8 m à 8,50 m de diamètre pour 1 m de hauteur au centre) qui comportait un parement externe mais aucune structure interne spécifique. Le coffre proprement dit prend la forme d'un trapèze irrégulier (1,20 m de long pour 1,10 m au plus large et 1,20 m de hauteur). Il est délimité par cinq orthostates complétées par des murets en pierres sèches. «Les orthostates ont été soigneusement implantées dans les fissures du substrat rocheux».  Aucune dalle de couverture n'a été retrouvée mais il est probable que les blocs découverts à l'intérieur du coffre, lors de la fouille, correspondaient à des éléments de protection des dépôts funéraires, blocs qui étaient déplacés puis remis en place lors d'une nouvelle inhumation.
L'architecture de l'édifice correspond à un stade intermédiaire entre les tombes en blocs et les dolmens : l'absence d'ouverture au niveau du sol qui impose donc un accès vertical l'apparente aux tombes en blocs, mais la structure en dalles et dallettes et la profondeur relative l'apparente aux dolmens provençaux. «La seule architecture analogue connue en Provence est le coffre de Collorgue à Montfort-sur-Argens».

## Contenu archéologique
La fouille de sauvetage a révélé deux couches archéologiques distinctes. La première couche de 0,25 m à 0,40 m d'épaisseur contenait des fragments d'ossements humains, des dents et des ossements d'un petit équidé, des fragments de tegulae et un fond de plat vernissé.
La deuxième couche, dont l'épaisseur variait entre 0,10 m et 0,55 m compte tenu du substrat rocheux irrégulier, comportait des fragments d'ossements humains, des dents et un petit mobilier funéraire constitué de  perles discoïdes (27 en roche verte du type chlorite ou chloritoschiste, 35 en test de coquillage) et d'une alène en cuivre (3,90 cm de long).
Ce dernier objet permet de dater la construction de la tombe du Chalcolithique récent.